# Uca (Austruca) cryptica
Uca (Austruca) cryptica is een krabbensoort uit de familie van de Ocypodidae. De wetenschappelijke naam van de soort is voor het eerst geldig gepubliceerd in 2010 door Naderloo, Türkay & Chen.